# Hans van Baalen
Johannes Cornelis "Hans" van Baalen (17 de junio de 1960 - 29 de abril de 2021) fue un político neerlandés, miembro del Parlamento Europeo y líder del Partido Popular por la Libertad y la Democracia. participó en el Parlamento Europeo desde 2009 hasta 2019. También fue presidente honorario de la Alianza de los Liberales y Demócratas por Europa y de la Internacional Liberal desde el 21 de noviembre de 2015 hasta su muerte.

## Biografía
Johannes Cornelis van Baalen nació el 17 de junio de 1960 en Rotterdam en los Países Bajos.
Estudió Derecho, entre 1979 y 1986, y Derecho internacional (1986 -1988) en la Universidad de Leiden.
Trabajó como periodista y también en el departamento de relaciones públicas de Deloitte.

## Carrera política
Van Baalen fue miembro del Partido Popular por la Libertad y la Democracia desde 1986. Fue diputado desde 1999 hasta 2002. Volvió a ser diputado en 2003. En la Cámara de Representantes neerlandesa fue miembro de la Comisión de Asuntos Exteriores, la Comisión de Asuntos Europeos y la Comisión de Defensa.
A partir de las elecciones europeas de 2009 fue miembro del Parlamento Europeo y líder de la delegación neerlandesa del partido, y en general fue visto como una de las figuras más influyentes dentro del partido. Se desempeñó como miembro de la Comisión de Relaciones Exteriores y su Subcomisión de Seguridad y Defensa desde 2009. En ambas comisiones, fue el coordinador de su grupo parlamentario. Como suplente, también se desempeñó en el Comité de Comercio Internacional desde 2014.
Además de sus asignaciones en el comité, se desempeñó como presidente de la delegación de relaciones del parlamento europeo con el gobierno de Sudáfrica . Anteriormente fue miembro de las delegaciones con Afganistán (2010-2014), Estados Unidos (2010-2014) y Japón (2009-2014).
En julio de 2018, van Baalen anunció que no se presentaría a las elecciones europeas de 2019, y que renunciaría al final de la legislatura.
El 11 de enero de 2021, el gobierno neerlandés nombró a van Baalen como miembro del 'Grupo de personas eminentes sobre la economía europea', que asesora a la política holandesa sobre la política económica, presupuestaria, fiscal y monetaria de la UE.
El 19 de marzo de 2021, el Consejo de Ministros, a propuesta del Ministro de Relaciones Exteriores, acordó nominar a van Baalen para un nombramiento como miembro del Consejo Asesor de Asuntos Internacionales. 

## Posiciones políticas

### Relaciones con Rusia y Ucrania
Van Baalen fue miembro de la misión de seguimiento del Parlamento Europeo durante las elecciones parlamentarias de Ucrania en 2014, dirigida por Andrej Plenković. Con respecto al conflicto con Rusia por Ucrania, abogó por un mayor gasto militar y la participación de la OTAN, y mejores perspectivas para que Ucrania se una a la UE si su población así lo decidiera.
En 2015, los medios de comunicación informaron que van Baalen fue incluido en una lista negra rusa de personas prominentes de la Unión Europea a quienes no se les permite ingresar al país.
En 2016 recibió la Orden del Mérito de Ucrania, que le otorgó el presidente Petro Poroshenko.

### Industria automovilística
Van Baalen trabajó hasta septiembre de 2015 como lobbista de la organización automovilística RAI y estuvo en el consejo de supervisión de Mercedes-Benz . Van Baalen informó sobre esas posiciones al Parlamento Europeo e indicó que se abstuvo de involucrarse en asuntos parlamentarios relacionados con el automóvil. Sin embargo, en 2014, van Baalen, en su calidad de miembro del parlamento europeo, pidió reglas estandarizadas para la industria del automóvil en la Unión Europea y Estados Unidos.

## Distinciones
- Orden de Mérito (Ucrania), Tercera Clase.[10]
- Caballero del Orden de Naranja-Nassau[11]